# Göteborgs Sjövärnskår

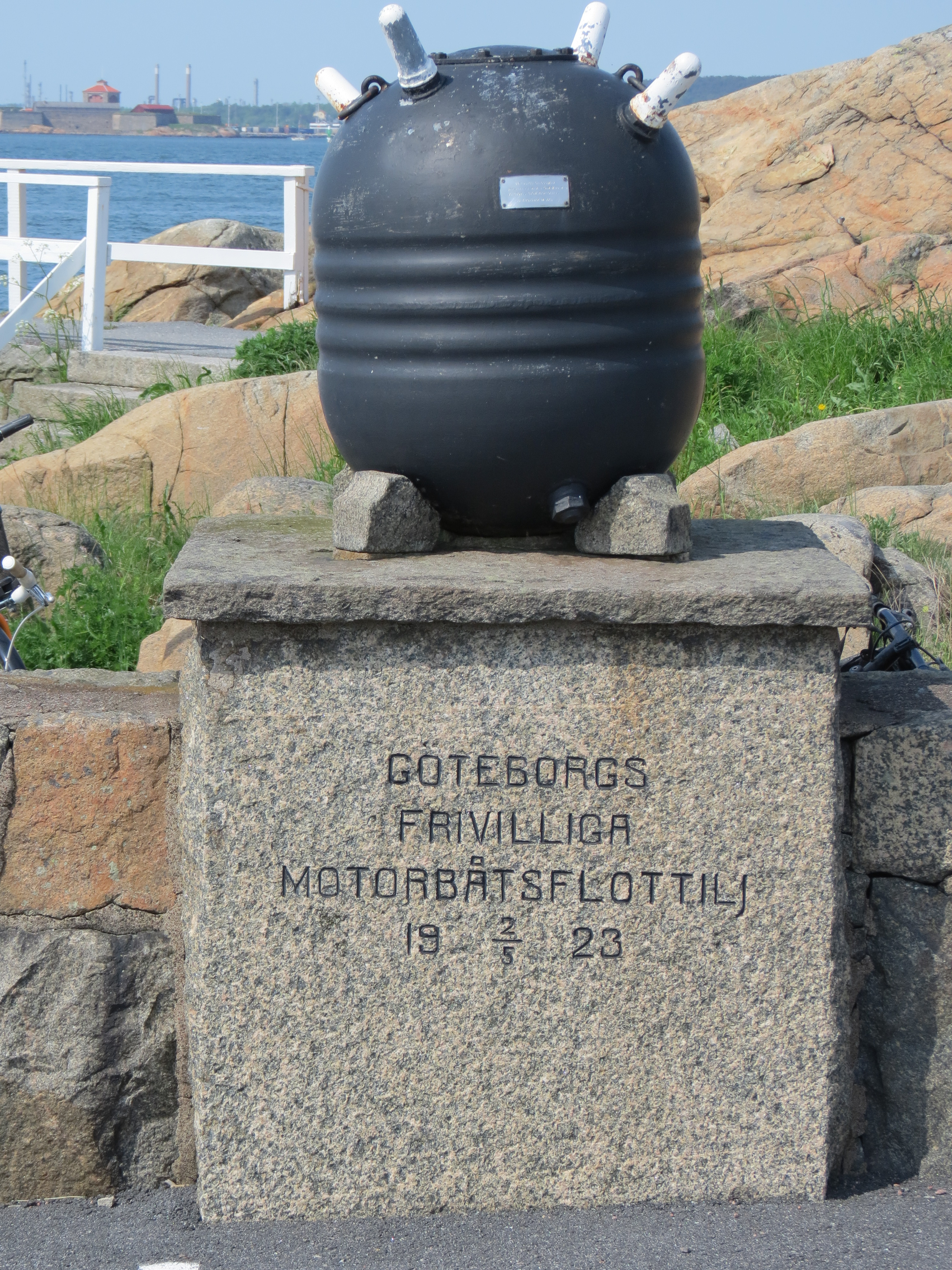
Minnessten i Långedrag. Metallskylten lyder: "Göteborgs örlogsvarv uppsatte ny mina i samband med Göteborgs Sjövärnsflottiljs 50-årsjubileum 1963".

Göteborgs Sjövärnskår (SVK01) i Göteborg är Sveriges näst största lokala sjövärnskår med cirka 240 medlemmar år 2010.